# 니 삭스

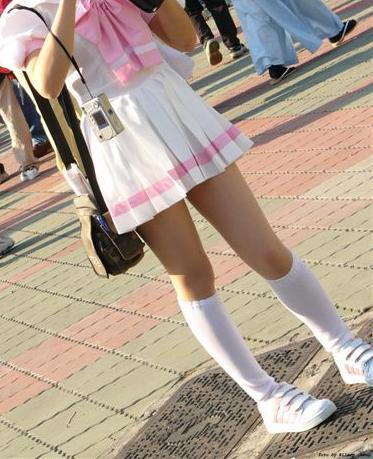
니 삭스를 착용한 여성의 모습.

니 삭스(Knee socks) 또는 니 하이 삭스(knee-high socks)는 다리에서 최대 무릎까지 올라오는 길이의 양말류이다. 시원하고 따뜻한 날씨에 어울리는 캐주얼하고 고전적인 의상 패션 액세서리이다. 수많은 사회에서 보통 여성들이 착용하며 현대의 반정장 스타일의 옷과 함께 착용하기도 한다. 일상적인 양말과는 달리 나일론이나 기타 스타킹 재질로 만들어진다. 이것들은 남성용 니 하이스와 종류와 용도가 다르다.
니 삭스는 1960년대와 1970년대에 미니스커트의 인기가 상승하면서 대중화되었다. 당시 니 삭스는 여성 교복의 일부를 형성하였다. 수많은 색, 패턴, 그리고 투명 레벨로 출시된다. 추운 날씨에 더 인기가 있는데, 그 이유는 발과 하퇴를 따뜻하게 만들어주기 때문이다.
한편, 허벅지까지 올라오는 양말로는 "오버 니 삭스"라는 용어가 사용된다.

## 같이 보기
- 양말
- 스타킹